# Лазурит
Лазури́т — мінерал класу силікатів, алюмосилікат каркасної будови. Це фельдшпатоїд групи содаліту.

## Етимологія та історія
Історія цього мінералу почалася понад 7000 років тому. Лазурит використовувався і для прикраси розкішних палаців правителів Сходу, і для видобутку цінної фарби насичено-синього кольору. У Стародавньому Єгипті робили золоту оправу для цього каменю і носили його як прикрасу.
Лазурит видобувають понад 6000 років у районі Бадахшана в Афганістані. Афганський лазурит з родовища Сари-Санг було виявлено в гробницях фараонів і при розкопках Трої.
Назва цього каменя «ляпіс-лазур» (лат. «lapis-lasure») з'явилася у ранньому Середньовіччі, що означало «лазурний камінь». Слово «лазур» (лат. lasure) походить від перського «لاژورد»‎ — ляжвард (lajvard) — синій камінь, лазурит.
Лазурит як мінерал був ідентифікований на родовищі Ладжуар Медам поблизу Сар-е-Санг в районі Куран-ва-Мунджан (провінція Бадахшан) і вперше описаний у 1890 норвезьким петрографом Вальдемаром Крістофером Броггером (1851—1940) та шведським дослідником Х. Бекстрьомом. Крім того, паралельно мінерал досліджував німецький мінералог та кристалограф Карл Фридрих Науман (1797—1873).
Грузинський князь Вакшушті Батонішвілі (Вакушті Батонішвілі, 1696—1757) описав у своїй історичній хроніці «Життя Картлі» гірничий район на південному сході, що існував з Раннього бронзового віку у Грузії на південь від м. Болнісі, де в той час обробляли залізо, мідь і лазурит.

## Загальний опис
Хімічна формула:
- 1. За Є.Лазаренком: (Na, Ca)8[(SO4,S, Cl)2 (AlSiO4)6].
- 2. За К.Фреєм: (Na, Ca)8(AlSi)12О24[(SO4,S).
- За іншими джерелами: Na6[AlSiO4]Ca2[SO4]S або (Na, Ca)8[(SO4,S, Cl)2(AlSi)O4)6].

Містить (%): Na2O — 8,76; CaO — 14,73; SO3 — 5,67; S — 3,16; Al2O3 — 20,22; SiO2 — 43,26. Домішки кальциту, діопсиду, флогопіту, скаполіту та ін. елементів часто додають лазуритовій породі плямистої текстури.
Сингонія кубічна. Вид гексоктаедричний. Суцільні маси. Кристали рідкісні, додекаедричні. Густина 2,38-2,45. Тв. 6 за шкалою Мооса. Лазурово-синього, блакитного, зеленувато-сірого, фіолетового кольору зі скляним блиском. Непрозорий або напівпрозорий. Крихкий. Ізотропний або майже ізотропний. Вкрапленість дрібних золотистих кристалів піриту підвищує декоративність лазуриту. Поліморфізм і серії: відомі триклінічні та моноклінні поліморфи. Асоціація: кальцит, пірит, діопсид, гуміт, форстерит, гаюїн, мусковіт.
Зустрічається в контактово-метаморфічних комплексах разом з кальцитом, діопсидом, скаполітом, глауконітом і сульфідами. Міститься в кристалічних вапняках. Відомий в Бадахшанському родовищі (провінція Бадахшан, Афганістан); Малобистринському родовищі (Прибайкалля, з басейнів р. Слюдянка та Бистра, РФ), на Памірі (Таджикистан), у регіоні Лаціо (Італія), у США (Онтаріо, Каліфорнія, Колорадо), у Канаді (Північно-Західна територія), у М'янмі та Чилі.
Використовують як виробне каміння, для виготовлення синьої фарби. Лазурит — цінний ювелірно-виробний камінь.